# Старинные города Вологодской области
«Старинные города Вологодской области» — серия краеведческих альманахов. Включает более 40 томов (на июнь 2016 г. — 43 тома), посвящённых историческим городам Вологодской области: Белозерску, Великому Устюгу, Вожеге, Вологде, Вытегре, Кириллову, Тотьме, Устюжне, Харовску, Чагоде и Череповцу. Выпуски альманахов содержат материалы по истории, культуре, литературе Вологодской области. Основана в 1992 году. Основатель и главный редактор серии — доктор исторических наук, профессор Михаил Алексеевич Безнин.
Хронология издания (в скобках подзаголовок):
1992 г.
- «Устюжна» (историко-литературный альманах), выпуск 1;

1993 г.
- «Устюжна» (историко-литературный альманах), выпуск 2;

1994 г.
- «Белозерье» (историко-литературный альманах), выпуск 1;
- «Вологда» (историко-краеведческий альманах), выпуск 1;
- «Кириллов» (историко-краеведческий альманах), выпуск 1;

1995 г.
- «Великий Устюг» (краеведческий альманах), выпуск 1;
- «Вожега» (краеведческий альманах), выпуск 1;
- «Тотьма» (историко-литературный альманах), выпуск 1;
- «Устюжна» (историко-литературный альманах), выпуск 3;

1996 г.
- «Череповец» (краеведческий альманах), выпуск 1;

1997 г.
- «Вологда» (историко-краеведческий альманах), выпуск 2;
- «Вытегра» (краеведческий альманах), выпуск 1;
- «Кириллов» (краеведческий альманах), выпуск 2;
- «Тотьма» (краеведческий альманах), выпуск 2;

1998 г.
- «Белозерье» (краеведческий альманах), выпуск 2;
- «Кириллов» (краеведческий альманах), выпуск 3;

1999 г.
- «Чагода» (историко-краеведческий альманах);
- «Череповец» (краеведческий альманах), выпуск 2;

2000 г.
- «Великий Устюг» (краеведческий альманах), выпуск 2;
- «Вологда» (историко-краеведческий альманах), выпуск 3;
- «Вытегра» (краеведческий альманах), выпуск 2;
- «Устюжна» (краеведческий альманах), выпуск 4;

2001 г.
- «Кириллов» (краеведческий альманах), выпуск 4;
- «Тотьма» (краеведческий альманах), выпуск 3;

2002 г.
- «Устюжна» (краеведческий альманах), выпуск 5;
- «Череповец» (краеведческий альманах), выпуск 3;

2003 г.
- «Вологда» (краеведческий альманах), выпуск 4;
- «Кириллов» (краеведческий альманах), выпуск 5;

2004 г.
- «Великий Устюг» (краеведческий альманах), выпуск 3;
- "Харовск (краеведческий альманах);

2005 г.
- «Вытегра» (краеведческий альманах), выпуск 3;
- «Кадуй» (краеведческий альманах);
- «Кириллов» (краеведческий альманах), выпуск 6;

2007 г.
- «Белозерье» (краеведческий альманах), выпуск 3;
- «Великий Устюг» (краеведческий альманах), выпуск 4;

2008 г.
- «Вожега» (краеведческий альманах), выпуск 2;
- «Устюжна» (краеведческий альманах), выпуск 6;

2009 г.
- «Кириллов» (краеведческий альманах), выпуск 7;

2010 г.
- «Вытегра» (краеведческий альманах), выпуск 4;

2012 г.
- «Устюжна» (краеведческий альманах), выпуск 7;

2014 г.
- «Устюжна» (краеведческий альманах), выпуск 8;

2015 г.
- «Вытегра» (краеведческий альманах), выпуск 5.

 На сайте Вологодской областной универсальной научной библиотеки размещено полное содержание выпусков альманаха с 1992 по 2010 год.
Краткая справка о выпусках:
1. Устюжна (всего 8 выпусков)
| Выпуск/порядковый номер в серии | ISBN              | Год выпуска | Тираж (экз.) | Количество страниц | Главный редактор выпуска | Разделы содержания | Примечания                                    |
| 1/1                             | 5-87822-004-0     | 1992        | 2000         | 220                | Главный редактор и составитель — доктор исторических наук, профессор М. А. Безнин                                                 | К читателю Устюженская старина Литературная Устюжна                                                                                                 |                                               |
| 2                               | 5-87822-025-3     | 1993        | 2000         | 335                | Главный редактор и составитель — доктор исторических наук, профессор М. А. Безнин                                                 | Устюженская старина Исторический архив Краевед Живопись. Художники Устюжны Литературная Устюжна                                                     |                                               |
| 3                               | 5-87822-065-2     | 1995        | 2000         | 496                | Главный редактор и составитель — доктор исторических наук, профессор М. А. Безнин                                                 | 50 лет Победы в Великой Отечественной войне Устюженская старина Исторический архив Живопись Краевед Литературная Устюжна Природа                    |                                               |
| 4/18                            | 5-89791-019-7     | 2000        | 2175         | 342                | Главный редактор и составитель — доктор исторических наук, профессор М. А. Безнин                                                 | Устюженская старина Исторический архив Живопись Литературная Устюжна Природа                                                                        | Выпуск посвящён 2000-летию Рождества Христова |
| 5/25                            | 5-89791-038-3     | 2002        | 2000         | 352                | Главный редактор и составитель — заслуженный деятель науки Российской Федерации, доктор исторических наук, профессор М. А. Безнин | Устюженская старина Исторический архив Из истории культурной жизни Литературная Устюжна Природа Библиография                                        | Выпуск посвящён 750-летию города Устюжны      |
| 6                               | 978-5-87822-343-0 | 2008        | 2000         | 448                | Главный редактор — заслуженный деятель науки Российской Федерации, доктор исторических наук, профессор М. А. Безнин               | Устюженская старина Историческая панорама Память о великой войне Исторический архив Язык родного края Культурная жизнь Литературная Устюжна Природа |                                               |
| 7                               | 978-5-87822-480-2 | 2012        | 1000         | 496                | Главный редактор — заслуженный деятель науки Российской Федерации, доктор исторических наук, профессор М. А. Безнин               | Археология Устюженская старина История в лицах Исторический архив Вехи современности Литературная Устюжна Книга в альманахе                         |                                               |
| 8                               | 978-5-87822-547-2 | 2014        | 2000         | 448                | Главный редактор — заслуженный деятель науки Российской Федерации, доктор исторических наук, профессор М. А. Безнин               | Археология Историческая панорама Исторический архив Литературная жизнь Природа                                                                      |                                               |